# Neuroförbundet
Neuroförbundet, tidigare Neurologiskt Handikappades Riksförbund (NHR), är en partipolitiskt obunden funktionsrättsorganisation. Neuroförbundet är organisationens formella namn. I kommunikation utåt används namnet Neuro. Förbundet arbetar med frågor som rör personer med neurologiska diagnoser och deras rättigheter. Man samlar även in pengar till bland annat neurologi och delar ut cirka fyra miljoner i bidrag till olika projekt varje år.
Neuroförbundet är en riksomfattande intresseorganisation uppbyggd av ett 90-tal länsförbund och lokalföreningar med totalt cirka 13.000 medlemmar.
Reflex är förbundets medlemstidning. Den startades 1957, samtidigt som förbundet, då under namnet MS-brevet.

## Historik
Den 28 september 1950 bildades Sclerosis disseminata med syftet att "Inge olycksbröder och olyckssystrar hopp". Sedermera bildades även en lokalförening i Göteborg som växte snabbt och hade nära kontakter den neurologklinik som byggdes upp i staden. Under början av 1950-talet uppvaktade föreningarna regering och riksdag om stöd till forskning kring ms och insatser för ms-sjuka men utan resultat. 1954 valde därfö ms-föreningarna att starta sommarverksamhet i egen regi.
1957 samlades ombud från landets ms-föreningar och enades om att bilda Svenska ms-föreningarnas riskförbund. I stadgarna slogs det fast att riksförbundets ändmål var att: sammanföra personer som lider av organisk nervsjukdom, företrädesvis multipel skleros och att befrämja forskning samt att verka för att vårdresurserna för personer lidande av organisk nervsjukdom stärktes.

### MS-aktioner
I MS-föreningarna fanns tanken på att starta egna vårdhem kvar. Därför drogs den första riksinsamlingen, som kallades MS-aktion, igång 1959. Insamlingen gav drygt en miljon kronor, varav 400 000 kronor från Radiohjälpen. Flera insamlingar följde och MS-fonden skapades för att förvalta de insamlade medlen.

### Egna vårdhem
1962 köpte Stockholms MS-förening ett sjukhem i Sigtuna som fick namnet Humlegården. Det kom att bli det första privata rehabiliteringshemmet för ms-patienter. MS-förbundet kom därefter att ta inititativ till rehabilitering i varmare klimat. Resultatet blev att anläggningen Vintersol kunde öppnas Teneriffa 1965.

### Samhället tar över ansvaret
Under 1960-talet kom samhället ta ett större ansvör för rehablilitering och tillgänglighet. Vid Göteborgs universitet blev Sven-Olof Brattgård Sveriges första professor i handikappforskning och 1968 bildades Handikappinstitutet. Under den här tiden fortsatte MS-fonden att stödja forskning kring ms och ge bidrag till kurser för sjukgymnaster och arbetsterapeuter.

### Organisationen växer
Under 1970-talet växte MS-förbundet. 1976 hade förbundet nästan 11 000 medlemmar och bestod av 51 lokalföreningar. Förbundet arbetade med politiskt påverkansarbete genom representation i organ och att uppvaktningar och skrivelser. 

### MS-förbundet blir NHR
1979 hölls MS-förbundets förbundsstämma i Sundsvall. Vid stämma deltog bland annat dåvarande statsministern Olof Palme och representanter för samtliga riksdagspartier. Vid kongressen beslutades att förbundet skulle byta namn till NHR - Neurologiskt Handikappades Riksförbund.Stadgarna för förbundet ändrades så att det krävdes att minst hälften av styrelseledamöterna själv hade neurologisk funktionsnedsättning eller var anhörig till personer med neurologisk sjukdom.
1981 blev Rolf Carlsson den första ordföranden med egen funktionsnedsättning. Medelåldern i förbundet var ganska hög och ungdomar med neurologiska funktionsnedsättningar kändes sig inte riktigt hemma i verksamheten. Därför bildades 1978 ungdomsavdelningen DUNS (De unga med neurologiska handikapp i Sverige) med verksamhet riktad särskilt för unga.

### Taxarv och nyckelpigekampanj
NHR hade regelbundet insamlingskampanjer i samarbete med Radiohjälpen. För första gången användes då en nyckelpiga som symbol för insamlingen. Symbolen med nyckelpigan kom senare att bli symbol även för förbundet. 1992 fick NHR en större testamentesgåva. Gåvogivaren hette Lisa Stenberg. Ursprungligen hade paret Stenberg tänka skänka sin efterlämnade förmögenhet till ett djursjukhus, men efter ett besök med sin tax på sjukhuset som slutade i besvikelse bestämde paret att pengarna istället skulle gå till NHR. Arvet uppgick till 25 miljoner kronor och fick en avgörande betydelse för att stärka föreningslivet och rusta det för den pågående digitaliseringen.

### NHR blir Neuroförbundet
Vid förbundsstämman 2013 bytte organisationen namn från NHR till Neuroförbundet. Logotypen med nyckelpigen byttes också ut till den nuvarande.

## Föreningar och medlemmar
Neuroförbundet består av en riksförbund med kansli i Sundbyberg. Som medlem är man medlem i någon av de cirka 90 föreningar som finns. Föreningarna är huvudsakligen ordnade geografiskt med lokala föreningar på en ort, som tillhör ett länsförbund. Från och med kongressen 2017 finns även möjlighet att starta föreningar utan lokal anknytning utan istället kring en diagnos eller intresseområde. 
Neuroförbundet hade 2019 knappt 13 000 medlemmar.
Förbundet är medlem i Funktionsrätt Sverige.